# Night of Champions 2008
Night of Champions 2008 was een professioneel worstel-pay-per-viewevenement dat geproduceerd werd door World Wrestling Entertainment (WWE). Dit evenement was de eerste Night of Champions en vond plaats in de American Airlines Center in Dallas, Texas op 29 juni 2008.
De belangrijkste gebeurtenis was een match tussen de kampioen Triple H en John Cena voor de WWE Championship. Triple H won de match en verlengde de titel.

## Matchen
| Nr.                                                                          | Match | Winnaar(s)                     |
| ---------------------------------------------------------------------------- | --- | ------------------------------ |
| -                                                                            | Jeff Hardy vs. Montel Vontavious Porter in een een-op-eenmatch                                                         | Jeff Hardy                     |
| 1                                                                            | John Morrison en The Miz (c) vs. Finlay en Hornswoggle in een tag team match voor het WWE Tag Team Championship        | John Morrison en The Miz (c)   |
| 2                                                                            | Matt Hardy (c) vs. Chavo Guerrero (met Bam Neely) in een een-op-eenmatch voor het WWE United States Championship       | Matt Hardy (c)                 |
| 3                                                                            | Kane (c) vs. The Big Show vs. Mark Henry in een Triple Threat match voor het ECW Championship                          | Mark Henry (nc)                |
| 4                                                                            | Ted DiBiase en Cody Rhodes (c) vs. Hardcore Holly in een tag team match voor het World Tag Team Championship           | Ted DiBiase en Cody Rhodes (c) |
| 5                                                                            | Chris Jericho (c) (met Lance Cade) vs. Kofi Kingston in een een-op-eenmatch voor het WWE Intercontinental Championship | Kofi Kingston (nc)             |
| 6                                                                            | Mickie James (c) vs. Katie Lea Burchill (met Paul Burchill) in een een-op-eenmatch voor het WWE Women's Championship   | Mickie James (c)               |
| 7                                                                            | Edge (c) vs. Batista in een een-op-eenmatch voor het World Heavyweight Championship                                    | Edge (c)                       |
| 8                                                                            | Triple H (c) vs. John Cena in een een-op-eenmatch voor het WWE Championship                                            | Triple H (c)                   |
| (c) huidige kampioen voor en na de match \| (nc) nieuwe kampioen na de match | |                                |